# Vladimir Stojković
Vladimir Stojković (en serbio cirílico Владимир Стојковић; Loznica, RFS Yugoslavia (actual Serbia), 28 de julio de 1983) es un portero de fútbol serbio que milita en el F. K. Radnički Kragujevac de la Superliga de Serbia.

## Trayectoria de clubes

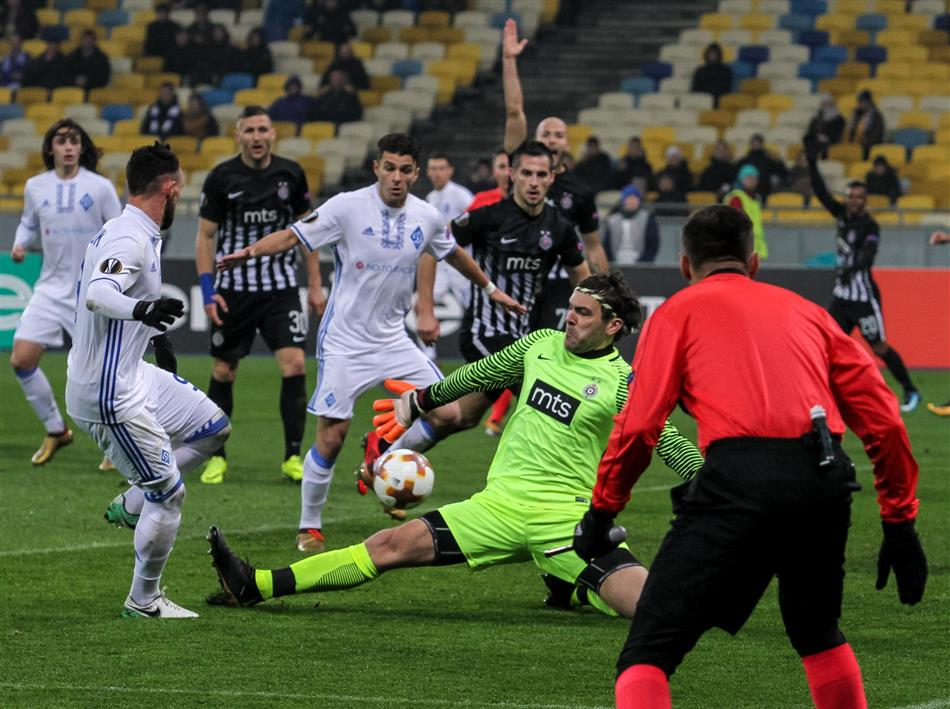
Vladimir Stojković atajando una pelota en el partido de Dynamo Kyiv vs Partizan Belgrade en diciembre de 2017.

Nació en una familia de deportistas, su padre era un exportero de fútbol, y su madre un exjugadora de balonmano. Se unió al Estrella Roja de Belgrado a la edad de diez años, pero su progresión allí fue eclipsada por Vladimir Dišljenković, por lo que -ya en edad sénior- fue cedido para adquirir experiencia al FK Leotar Trebinje, antes de incorporarse al FK Zemun. 
Tras la marcha de Dišljenković al FC Metalurh Donetsk de Ucrania en el verano de 2005, Stojkovic regresó a Belgrado, y en una gran temporada como titular en el Estrella Roja ganó la Liga y la Copa.
En el verano de 2006, Stojkovic fichó por el FC Nantes, de la Ligue 1 de Francia para reemplazar a Mickaël Landreau. Después de un prometedor inicio, bajó en su rendimiento y perdió la titularidad en beneficio del suplente Vincent Briant poco antes de las vacaciones de invierno. Al mismo tiempo, surgió una grave crisis de resultados en el Nantes, lo que llevó a la destitución del gerente del club. Stojkovic perdió el favor de la nueva directiva, que le buscó un nuevo club. 
En enero de 2007 fue cedido por seis meses al Vitesse Arnhem, de la Eredivisie de los Países Bajos. El 3 de marzo, jugó su primer partido de la Liga holandesa, contra el Excelsior Rotterdam.
El 11 de julio de 2007, Stojkovic firmó un contrato de 5 años con el Sporting de Lisboa de Portugal. De nuevo comenzó bien, pero sufrió una lesión a mitad de temporada, y perdió su puesto en beneficio del joven Rui Patrício. Tras superar la lesión, no logró recuperar su puesto en el equipo. 
En julio de 2008, se desplazó a Inglaterra para cerrar una cesión al Everton FC, que no llegó a concretarse, pues abandonó por propia voluntad el equipo. En enero de 2009 fue cedido al Getafe C. F., de la Primera División de España, hasta el final de la temporada.
Al final de la temporada, se reincorporó al Sporting de Lisboa. Tras no entrar habitualmente en las alineaciones, en diciembre fue nuevamente cedido, esta vez al Wigan Athletic de la Premier League, hasta final de temporada. Para la campaña 2010/2011, aceptó la cesión a un club de su país, el Partizán de Belgrado.

## Clubes
| Club                             | País                 | Años      | Encuentros |
| -------------------------------- | -------------------- | --------- | ---------- |
| Estrella Roja de Belgrado        | Yugoslavia           | 2001-2003 | 2          |
| F. K. Leotar Trebinje (préstamo) | Bosnia y Herzegovina | 2003      | 8          |
| F. K. Zemun                      | Serbia               | 2003-2005 | 34         |
| Estrella Roja de Belgrado        | Serbia               | 2005-2006 | 27         |
| F. C. Nantes                     | Francia              | 2006-2007 | 11         |
| Vitesse Arnhem (préstamo)        | Países Bajos         | 2007      | 14         |
| Sporting de Lisboa               | Portugal             | 2007-2011 | 15         |
| Getafe C. F. (préstamo)          | España               | 2009      | 5          |
| Wigan Athletic F. C. (préstamo)  | Inglaterra           | 2010      | 6          |
| Partizán de Belgrado             | Serbia               | 2010-2014 | 115        |
| Ergotelis de Creta               | Grecia               | 2014      | 11         |
| Maccabi Haifa                    | Israel               | 2014-2016 | 78         |
| Nottingham Forest F. C.          | Inglaterra           | 2016-2017 | 21         |
| Partizán de Belgrado             | Serbia               | 2017-2021 | 80         |
| Al-Fayha F. C.                   | Arabia Saudita       | 2021-2024 |            |
| F. K. Radnički Kragujevac        | Serbia               | 2025-     |            |

## Selección
Stojkovic fue el suplente de Nikola Milojević en la selección sub-21 de Serbia y Montenegro que llegó a la final de la Eurocopa sub-21 de Alemania en 2004. Después, fue el capitán del equipo durante la Eurocopa sub-21 de Portugal en 2006 que alcanzó las semifinales del torneo.
Después de la llegada de Javier Clemente como seleccionador, en el verano de 2006, Stojkovic se convirtió en el guardameta titular de la selección de Serbia. Hizo su debut contra la República Checa el 16 de agosto de 2006. Tras la no clasificación del seleccionado para la Eurocopa 2008, Clemente fue sustituido por Miroslav Djukic, que también siguió dando oportunidades a Stojkovic a pesar de sus irregulares actuaciones con su club. 
En julio de 2008 fue seleccionado para el equipo olímpico que compitió en los Juegos Olímpicos de Pekín 2008. Durante la fase de clasificación para el Mundial de Sudáfrica 2010 continuó siendo el guardameta titular de la selección serbia, así como durante la disputa de la fase final del campeonato, donde jugó los tres partidos que disputó su selección, donde atajó un penalti ante Alemania.

## Palmarés

### Títulos nacionales
| Título                      | Club                      | País                | Año  |
| --------------------------- | ------------------------- | ------------------- | ---- |
| Copa de Serbia y Montenegro | Estrella Roja de Belgrado | Serbia y Montenegro | 2002 |
| Liga de Serbia y Montenegro | Estrella Roja de Belgrado | Serbia y Montenegro | 2006 |
| Copa de Serbia y Montenegro | Estrella Roja de Belgrado | Serbia y Montenegro | 2006 |
| Supercopa de Portugal       | Sporting C. P.            | Portugal            | 2007 |
| Copa de Portugal            | Sporting C. P.            | Portugal            | 2008 |
| Supercopa de Portugal       | Sporting C. P.            | Portugal            | 2008 |
| Superliga de Serbia         | Partizán de Belgrado      | Serbia              | 2011 |
| Copa de Serbia              | Partizán de Belgrado      | Serbia              | 2011 |
| Superliga de Serbia         | Partizán de Belgrado      | Serbia              | 2012 |
| Superliga de Serbia         | Partizán de Belgrado      | Serbia              | 2013 |
| Copa de Israel              | Maccabi Haifa             | Israel              | 2016 |
| Copa de Serbia              | Partizán de Belgrado      | Serbia              | 2018 |
| Copa de Serbia              | Partizán de Belgrado      | Serbia              | 2019 |
| Copa del Rey de Campeones   | Al-Fayha F. C.            | Arabia Saudita      | 2022 |